# Zwemmen op de Olympische Zomerspelen 1976

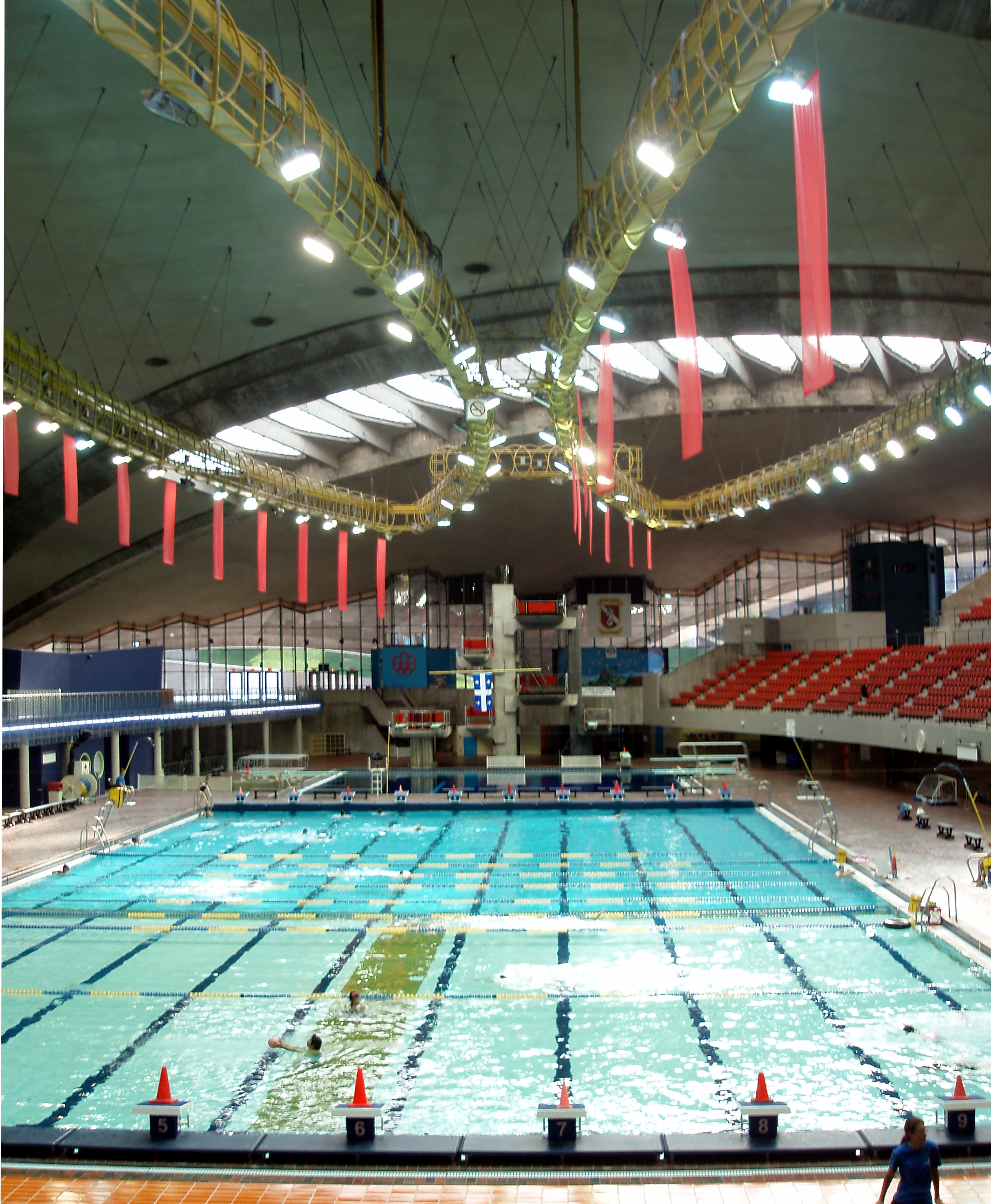
Olympisch zwembad

Het olympisch zwemtoernooi bij de Olympische Spelen van Montréal (1976) werd gehouden in Montréal, de grootste stad in de provincie Quebec, Canada. Het toernooi werd, althans bij de vrouwen, gedomineerd door de DDR. Dat was verdacht, want vier jaar eerder in München hadden de DDR-vrouwen geen enkele gouden medaille gewonnen. Jaren later kwam aan het licht dat de zwemsters deel uitmaakten van een uitgekiend dopingprogramma. Toch mochten zij hun medailles behouden.
Het toernooi leverde in totaal 21 wereldrecords op. Uitblinkers waren John Naber en Kornelia Ender, met beiden vier gouden en één zilveren medaille. De Verenigde Staten won twaalf van de dertien onderdelen bij de mannen, Oost-Duitsland elf van de dertien nummers bij de vrouwen. Nederland, vertegenwoordigd door een vijftienkoppige (negen vrouwen, zes mannen) ploeg, was goed voor acht finaleplaatsen, met als hoogtepunt de twee bronzen medailles van Enith Brigitha op de 100 en 200 meter vrije slag.

## Heren

### 100 m vrije slag
| rang   | sporter            | land | tijd     |
| ------ | ------------------ | ---- | -------- |
| Goud   | Jim Montgomery     | USA  | WR 49,99 |
| Zilver | Jack Babashoff     | USA  | 50,81    |
| Brons  | Peter Nocke        | FRG  | 51,31    |
| 4      | Klaus Steinbach    | FRG  | 51,68    |
| 5      | Marcello Guarducci | ITA  | 51,70    |
| 6      | Joe Bottom         | USA  | 51,79    |
| 7      | Vladimir Boere     | URS  | 52,03    |
| 8      | Andrej Krylov      | URS  | 52,15    |

### 200 m vrije slag
| rang   | sporter         | land | tijd       |
| ------ | --------------- | ---- | ---------- |
| Goud   | Bruce Furniss   | USA  | WR 1.50,29 |
| Zilver | John Naber      | USA  | 1.50,50    |
| Brons  | Jim Montgomery  | USA  | 1.50,58    |
| 4      | Andrej Krylov   | URS  | 1.50,73    |
| 5      | Klaus Steinbach | FRG  | 1.51,09    |
| 6      | Peter Nocke     | FRG  | 1:51,71    |
| 7      | Gordon Downie   | GBR  | 1:52,78    |
| 8      | Andrei Bogdanov | URS  | 1.53,33    |

### 400 m vrije slag
| rang   | sporter           | land | tijd       |
| ------ | ----------------- | ---- | ---------- |
| Goud   | Brian Goodell     | USA  | WR 3.51,93 |
| Zilver | Tim Shaw          | USA  | 3.52,54    |
| Brons  | Vladimir Raskatov | URS  | 3.55,76    |
| 4      | Djan Madruga      | BRA  | 3.57,18    |
| 5      | Stephen Holland   | AUS  | 3.57,59    |
| 6      | Sándor Nagy       | HUN  | 3.57,81    |
| 7      | Vladimir Michejev | URS  | 4.00,79    |
| 8      | Stephen Badger    | CAN  | 4.02,83    |

### 1500 m vrije slag
| rang   | sporter           | land | tijd        |
| ------ | ----------------- | ---- | ----------- |
| Goud   | Brian Goodell     | USA  | WR 15.02,40 |
| Zilver | Bobby Hackett     | USA  | 15.03,91    |
| Brons  | Stephen Holland   | AUS  | 15.04,66    |
| 4      | Djan Madruga      | BRA  | 15.19,84    |
| 5      | Vladimir Salnikov | URS  | 15.29,45    |
| 6      | Max Metzker       | AUS  | 15.31,53    |
| 7      | Paul Hartloff     | USA  | 15.32,08    |
| 8      | Zoltán Wladár     | HUN  | 15.45,97    |

### 100 m rugslag
| rang   | sporter         | land | tijd     |
| ------ | --------------- | ---- | -------- |
| Goud   | John Naber      | USA  | WR 55,49 |
| Zilver | Peter Rocca     | USA  | 56,34    |
| Brons  | Roland Matthes  | GDR  | 57,22    |
| 4      | Carlos Berrocal | PUR  | 57,28    |
| 5      | Lutz Wanja      | GDR  | 57,49    |
| 6      | Bob Jackson     | USA  | 57,69    |
| 7      | Mark Kerry      | AUS  | 57,94    |
| 8      | Mark Tonelli    | AUS  | 58,42    |

### 200 m rugslag
| rang   | sporter          | land | tijd       |
| ------ | ---------------- | ---- | ---------- |
| Goud   | John Naber       | USA  | WR 1.59,19 |
| Zilver | Peter Rocca      | USA  | 2.00,55    |
| Brons  | Dan Harrigan     | USA  | 2.01,35    |
| 4      | Mark Tonelli     | AUS  | 2.03,17    |
| 5      | Mark Kerry       | AUS  | 2.04,07    |
| 6      | Miloslav Rolko   | TCH  | 2.05,81    |
| 7      | Róbert Rudolf    | HUN  | 2.07,30    |
| 8      | Zoltán Verrasztó | HUN  | 2.08,23    |

### 100 m schoolslag
| rang   | sporter           | land | tijd       |
| ------ | ----------------- | ---- | ---------- |
| Goud   | John Hencken      | USA  | WR 1.03,11 |
| Zilver | David Wilkie      | GBR  | 1.03,43    |
| Brons  | Arvidas Juozaitis | URS  | 1.04,23    |
| 4      | Graham Smith      | CAN  | 1.04,26    |
| 5      | Giorgio Lalle     | ITA  | 1.04,37    |
| 6      | Walter Kusch      | FRG  | 1.04,38    |
| 7      | Duncan Goodhew    | GBR  | 1.04,66    |
| 8      | Chris Woo         | USA  | 1.05,13    |

### 200 m schoolslag
| rang   | sporter           | land | tijd       |
| ------ | ----------------- | ---- | ---------- |
| Goud   | David Wilkie      | GBR  | WR 2.15,11 |
| Zilver | John Hencken      | USA  | 2.17,26    |
| Brons  | Rick Colella      | USA  | 2.19,20    |
| 4      | Graham Smith      | CAN  | 2.19,42    |
| 5      | Charles Keating   | USA  | 2.20,79    |
| 6      | Arvidas Juozaitis | URS  | 2.21,87    |
| 7      | Nikolai Pankin    | URS  | 2.22,21    |
| 8      | Walter Kusch      | FRG  | 2.22,36    |

### 100 m vlinderslag
| rang   | sporter        | land | tijd  |
| ------ | -------------- | ---- | ----- |
| Goud   | Matt Vogel     | USA  | 54,35 |
| Zilver | Joe Bottom     | USA  | 54,50 |
| Brons  | Gary Hall      | USA  | 54,65 |
| 4      | Roger Pyttel   | GDR  | 55,09 |
| 5      | Roland Matthes | GDR  | 55,11 |
| 6      | Clay Evans     | CAN  | 55,81 |
| 7      | Hideaki Hara   | JPN  | 56,34 |
| 8      | Neil Rogers    | AUS  | 56,57 |

### 200 m vlinderslag
| rang   | sporter                | land | tijd       |
| ------ | ---------------------- | ---- | ---------- |
| Goud   | Mike Bruner            | USA  | WR 1.59,23 |
| Zilver | Steven Gregg           | USA  | 1.59,54    |
| Brons  | Bill Forrester         | USA  | 1.59,96    |
| 4      | Roger Pyttel           | GDR  | 2.00,02    |
| 5      | Michael Kraus          | FRG  | 2.00,46    |
| 6      | Brian Brinkley         | GBR  | 2.01,49    |
| 7      | Jorgé Delgado          | ECU  | 2.01,95    |
| 8      | Aleksandr Manatsjinski | URS  | 2.04,61    |

### 400 m wisselslag
| rang   | sporter              | land | tijd       |
| ------ | -------------------- | ---- | ---------- |
| Goud   | Rod Strachan         | USA  | WR 4.23,68 |
| Zilver | Tim McKee            | USA  | 4.24,62    |
| Brons  | Andrej Smirnov       | URS  | 4.26,90    |
| 4      | András Hargitay      | HUN  | 4.27,13    |
| 5      | Graham Smith         | CAN  | 4.28,64    |
| 6      | Steve Furniss        | USA  | 4.29,23    |
| 7      | Andy Ritchie         | CAN  | 4.29,87    |
| 8      | Hans-Joachim Geisler | FRG  | 4.34,95    |

### 4x200 m vrije slag
| rang   | sporters                                                                                          | land | tijd                            | totale tijd |
| ------ | ------------------------------------------------------------------------------------------------- | ---- | ------------------------------- | ----------- |
| Goud   | Mike Bruner Bruce Furniss John Naber Jim Montgomery Doug Northway Tim Shaw                        | USA  | 1.52,35 1.49,56 1.51,20 1.50,11 | WR 7.23,22  |
| Zilver | Vladimir Raskatov Andrei Bogdanov Sergej Kopljakov Andrej Krylov Andrej Smirnov Vladimir Michejev | URS  | 1.52,69 1.51,69 1.52,54 1.51,05 | 7.27,97     |
| Brons  | Alan McClatchey David Dunne Gordon Downie Brian Brinkley                                          | GBR  | 1.54,09 1.54,67 1.52,10 1.51,25 | 7.32,11     |
| 4      | Klaus Steinbach Peter Nocke Werner Lampe Hans-Joachim Geisler Andreas Schmidt                     | FRG  | 1.52,18 1.51,19 1.54,06 1.54,84 | 7.32,27     |
| 5      | Roger Pyttel Wilfried Hartung Rainer Strohbach Frank Pfütze                                       | GDR  | 1.53,92 1.55,16 1.54,30 1.55,54 | 7.38,92     |
| 6      | Karim Ressang René van der Kuil Andre in het Veld Henk Elzerman                                   | NED  | 1.55,63 1.55,17 1.57,18 1.54,58 | 7.42,56     |
| 7      | Pär Arvidsson Peter Pettersson Anders Bellbring Bengt Gingsjö                                     | SWE  | 1.55,84 1.56,14 1.56,44 1.54,42 | 7.42,84     |
| 8      | Marcello Guarducci Roberto Pangaro Paolo Barelli Paolo Revelli                                    | ITA  | 1.53,72 1.55,74 1.57,66 1.56,27 | 7.43,39     |

### 4x100 m wisselslag
| rang   | sporters                                                                                          | land | tijd                        | totale tijd |
| ------ | ------------------------------------------------------------------------------------------------- | ---- | --------------------------- | ----------- |
| Goud   | John Naber John Hencken Matt Vogel Jim Montgomery Peter Rocca Chris Woo Joe Bottom Jack Babashoff | USA  | 55,89 1.02,50 54,26 49,57   | WR 3.42,22  |
| Zilver | Stephen Pickell Graham Smith Clayton Evans Gary MacDonald Bruce Robertson                         | CAN  | 57,58 1.02,59 54,43 51,34   | 3.45,94     |
| Brons  | Klaus Steinbach Walter Kusch Michael Kraus Peter Nocke Peter Lang Dirk Braunleder                 | FRG  | 57,82 1.03,74 55,38 50,35   | 3.47,29     |
| 4      | James Carter David Wilkie John Mills Brian Brinkley Gary Abraham Duncan Goodhew Kevin Burns       | GBR  | 59,60 1.02,81 55,70 51,45   | 3.49,56     |
| 5      | Igor Omeltsjenko Arvidas Juozaitis Jevgeni Seredin Andrej Krylov Nikolai Pankin Andrei Bogdanov   | URS  | 59,10 1.04,41 56,19 50,20   | 3.49,90     |
| 6      | Mark Kerry Paul Jarvie Neil Rogers Peter Coughlan                                                 | AUS  | 57,94 1.05,70 55,50 52,40   | 3.51,54     |
| 7      | Enrico Bisso Giorgio Lalle Paolo Barelli Marcello Guarducci                                       | ITA  | 1.00,25 1.04,33 57,38 50,96 | 3.52,92     |
| 8      | Tadashi Honda Nobutaka Taguchi Hideaki Hara Tsuyoshi Yanagidate                                   | JPN  | 1.01,28 1.04,15 55,70 53,61 | 3.54,74     |

## Dames

### 100 m vrije slag
| rang   | sporter           | land | tijd     |
| ------ | ----------------- | ---- | -------- |
| Goud   | Kornelia Ender    | GDR  | WR 55,65 |
| Zilver | Petra Priemer     | GDR  | 56,49    |
| Brons  | Enith Brigitha    | NED  | 56,65    |
| 4      | Kim Peyton        | USA  | 56,81    |
| 5      | Shirley Babashoff | USA  | 56,95    |
| 6      | Claudia Hempel    | GDR  | 56,99    |
| 7      | Jill Sterkel      | USA  | 57,06    |
| 8      | Jutta Weber       | FRG  | 57,26    |

### 200 m vrije slag
| rang   | sporter           | land | tijd       |
| ------ | ----------------- | ---- | ---------- |
| Goud   | Kornelia Ender    | GDR  | WR 1.59,26 |
| Zilver | Shirley Babashoff | USA  | 2.01,22    |
| Brons  | Enith Brigitha    | NED  | 2.01,40    |
| 4      | Annelies Maas     | NED  | 2.02,56    |
| 5      | Gail Amundrud     | CAN  | 2.03,32    |
| 6      | Jennifer Hooker   | USA  | 2.04,20    |
| 7      | Claudia Hempel    | GDR  | 2.04,61    |
| 8      | Irina Vlasova     | URS  | 2.05,63    |

### 400 m vrije slag
| rang   | sporter           | land | tijd       |
| ------ | ----------------- | ---- | ---------- |
| Goud   | Petra Thümer      | GDR  | WR 4.09,89 |
| Zilver | Shirley Babashoff | USA  | 4.10,46    |
| Brons  | Shannon Smith     | CAN  | 4.14,60    |
| 4      | Rebecca Perrott   | NZL  | 4.14,76    |
| 5      | Kathy Heddy       | USA  | 4.15,50    |
| 6      | Brenda Borgh      | USA  | 4.17,43    |
| 7      | Annelies Maas     | NED  | 4.17,44    |
| 8      | Sabine Kahle      | GDR  | 4.20,42    |

### 800 m vrije slag
| rang   | sporter           | land | tijd       |
| ------ | ----------------- | ---- | ---------- |
| Goud   | Petra Thümer      | GDR  | WR 8.37,14 |
| Zilver | Shirley Babashoff | USA  | 8.37,59    |
| Brons  | Wendy Weinberg    | USA  | 8.42,60    |
| 4      | Rosemary Milgate  | AUS  | 8.47,21    |
| 5      | Nicole Kramer     | USA  | 8.47,33    |
| 6      | Shannon Smith     | CAN  | 8.48,15    |
| 7      | Regina Jager      | GDR  | 8.50,40    |
| 8      | Jenny Turrall     | AUS  | 8.52,88    |

### 100 m rugslag
| rang   | sporter         | land | tijd       |
| ------ | --------------- | ---- | ---------- |
| Goud   | Ulrike Richter  | GDR  | OR 1.01,83 |
| Zilver | Birgit Treiber  | GDR  | 1.03,41    |
| Brons  | Nancy Garapick  | CAN  | 1.03,71    |
| 4      | Wendy Hogg      | CAN  | 1.03,93    |
| 5      | Cheryl Gibson   | CAN  | 1.05,16    |
| 6      | Nadesjda Stavko | URS  | 1.05,19    |
| 7      | Antje Stille    | GDR  | 1.05,30    |
| 8      | Diane Edelijn   | NED  | 1.05,53    |

### 200 m rugslag
| rang   | sporter                | land | tijd       |
| ------ | ---------------------- | ---- | ---------- |
| Goud   | Ulrike Richter         | GDR  | OR 2.13,43 |
| Zilver | Birgit Treiber         | GDR  | 2.14,97    |
| Brons  | Nancy Garapick         | CAN  | 2.15,60    |
| 4      | Nadesjda Stavko        | URS  | 2.16,28    |
| 5      | Melissa Belote         | USA  | 2.17,27    |
| 6      | Antje Stille           | GDR  | 2.17,55    |
| 7      | Klavdija Stoedennikova | URS  | 2.17,74    |
| 8      | Wendy Hogg             | CAN  | 2.17,95    |

### 100 m schoolslag
| rang   | sporter            | land | tijd    |
| ------ | ------------------ | ---- | ------- |
| Goud   | Hannelore Anke     | GDR  | 1.11,16 |
| Zilver | Ljoebov Roesanova  | URS  | 1.13,04 |
| Brons  | Marina Kosjevaja   | URS  | 1.13,30 |
| 4      | Carola Nitschke    | GDR  | 1.13,33 |
| 5      | Gabriele Askamp    | FRG  | 1.14,15 |
| 6      | Marina Joertsjenja | URS  | 1.14,17 |
| 7      | Margaret Kelly     | GBR  | 1.14,20 |
| 8      | Karla Linke        | GDR  | 1.14,21 |

Hannelore Anke zwom een WR in de halve finales: 1.10,86.

### 200 m schoolslag
| rang   | sporter            | land | tijd       |
| ------ | ------------------ | ---- | ---------- |
| Goud   | Marina Kosjevaja   | URS  | WR 2.33,35 |
| Zilver | Marina Joertsjenja | URS  | 2.36,08    |
| Brons  | Ljoebov Roesanova  | URS  | 2.36,22    |
| 4      | Hannelore Anke     | GDR  | 2.36,49    |
| 5      | Karla Linke        | GDR  | 2.36,97    |
| 6      | Carola Nitschke    | GDR  | 2.38,27    |
| 7      | Margaret Kelly     | GBR  | 2.38,37    |
| 8      | Deborah Rudd       | GBR  | 2.39,01    |

### 100 m vlinderslag
| rang   | sporter             | land | tijd       |
| ------ | ------------------- | ---- | ---------- |
| Goud   | Kornelia Ender      | GDR  | WR 1.00,13 |
| Zilver | Andrea Pollack      | GDR  | 1.00,98    |
| Brons  | Wendy Boglioli      | USA  | 1.01,17    |
| 4      | Camille Wright      | USA  | 1.01,41    |
| 5      | Rosemarie Gabriel   | GDR  | 1.01,56    |
| 6      | Wendy Quirk         | CAN  | 1.01,75    |
| 7      | Lelei Fonoimoana    | USA  | 1.01,95    |
| 8      | Tamara Sjelofastova | URS  | 1.02,74    |

### 200 m vlinderslag
| rang   | sporter             | land | tijd       |
| ------ | ------------------- | ---- | ---------- |
| Goud   | Andrea Pollack      | GDR  | OR 2.11,41 |
| Zilver | Ulrike Tauber       | GDR  | 2.12,50    |
| Brons  | Rosemarie Gabriel   | GDR  | 2.12,86    |
| 4      | Karen Thornton      | USA  | 2.12,90    |
| 5      | Wendy Quirk         | CAN  | 2.13,68    |
| 6      | Cheryl Gibson       | CAN  | 2.13,91    |
| 7      | Tamara Sjelofastova | URS  | 2.14,26    |
| 8      | Natalja Popova      | URS  | 2.14,50    |

### 400 m wisselslag
| rang   | sporter              | land | tijd       |
| ------ | -------------------- | ---- | ---------- |
| Goud   | Ulrike Tauber        | GDR  | WR 4.42,77 |
| Zilver | Cheryl Gibson        | CAN  | 4.48,10    |
| Brons  | Becky Smith          | CAN  | 4.50,48    |
| 4      | Birgit Treiber       | GDR  | 4.52,40    |
| 5      | Sabine Kahle         | GDR  | 4.53,50    |
| 6      | Donnalee Wennerstrom | USA  | 4.55,34    |
| 7      | Joann Baker          | CAN  | 5.00,19    |
| 8      | Monique Rodahl       | NZL  | 5.00,21    |

### 4x100 m vrije slag
| rang   | sporters                                                                 | land | tijd                        | totale tijd |
| ------ | ------------------------------------------------------------------------ | ---- | --------------------------- | ----------- |
| Goud   | Kim Peyton Wendy Boglioli Jill Sterkel Shirley Babashoff Jennifer Hooker | USA  | 56,95 55,81 55,78 56,28     | WR 3.44,82  |
| Zilver | Kornelia Ender Petra Priemer Andrea Pollack Claudia Hempel               | GDR  | 55,79 56,16 56,99 56,56     | 3.45,50     |
| Brons  | Gail Amundrud Barbara Clark Rebecca Smith Anne Jardin Debbie Clarke      | CAN  | 56,60 57,05 57,13 57,03     | 3.48,81     |
| 4      | Ineke Ran Linda Faber Annelies Maas Enith Brigitha                       | NED  | 58,86 59,42 57,48 55,91     | 3.51,67     |
| 5      | Ljoebov Kobzova Irina Vlasova Marina Kljoetsjnikova Larissa Tsareva      | URS  | 58,07 58,58 58,57 57,47     | 3.52,69     |
| 6      | Guylaine Berger Sylvie le Noach Carolina Carpentier Chantal Schertz      | FRA  | 58,99 58,76 59,82 59,16     | 3.56,73     |
| 7      | Pia Mårtensson Ylva Persson Diana Olsson Ida Hansson Gunilla Lundberg    | SWE  | 59,57 59,06 59,76 58,86     | 3.57,25     |
| 8      | Jutta Weber Marion Platten Regina Nissen Beate Jasch Gudrun Beckmann     | FRG  | 58,02 59,35 1.00,59 1.00,37 | 3.58,33     |

### 4x100 m wisselslag
| rang   | sporters | land | tijd                          | totale tijd |
| ------ | --- | ---- | ----------------------------- | ----------- |
| Goud   | Ulrike Richter Hannelore Anke Andrea Pollack Kornelia Ender Birgit Treiber Carola Nitschke Rosemarie Gabriel | GDR  | 1.02,23 1.10,15 59,53 56,04   | WR 4.07,95  |
| Zilver | Linda Jezek Laura Siering Camille Wright Shirley Babashoff Lelei Fonoimoana Wendy Boglioli                   | USA  | 1.04,15 1.13,65 1.00,64 56,11 | 4.14,55     |
| Brons  | Wendy Hogg Robin Corsiglia Susan Sloan Anne Jardin Debbie Clarke                                             | CAN  | 1.04,17 1.13,16 1.01,59 56,30 | 4.15,22     |
| 4      | Nadesjda Stavko Marina Joertsjenja Tamara Sjelofastova Larissa Tsareva                                       | URS  | 1.04,54 1.12,78 1.02,06 56,67 | 4.16,05     |
| 5      | Diane Edelijn Wijda Mazereeuw José Damen Enith Brigitha Ineke Ran                                            | NED  | 1.05,11 1.13,36 1.05,16 56,30 | 4.19,93     |
| 6      | Joy Beasley Margaret Kelly Susan Jenner Deborah Hill                                                         | GBR  | 1.06,84 1.13,37 1.03,53 59,51 | 4.23,25     |
| 7      | Yoshimi Nishigawa Toshiko Haruoka Yasue Hatsuda Sachiko Yamazaki                                             | JPN  | 1.06,01 1.15,26 1.02,42 59,78 | 4.23,47     |
| 8      | Michelle De Vries Judith Hudson Linda Hanel Jenny Tate                                                       | AUS  | 1.06,30 1.17,63 1.03,43 58,55 | 4.25,91     |

## Medaillespiegel
| Plaats | Land                     | NOC    | Goud | Zilver | Brons | Totaal |
| ------ | ------------------------ | ------ | ---- | ------ | ----- | ------ |
| 1      | Verenigde Staten         | USA    | 13   | 14     | 7     | 34     |
| 2      | DDR                      | GDR    | 11   | 6      | 2     | 19     |
| 3      | Sovjet-Unie              | URS    | 1    | 3      | 5     | 9      |
| 4      | Groot-Brittannië         | GBR    | 1    | 1      | 1     | 3      |
| 5      | Canada                   | CAN    | 0    | 2      | 6     | 8      |
| 6      | Nederland                | NED    | 0    | 0      | 2     | 2      |
| 6      | Bondsrepubliek Duitsland | FRG    | 0    | 0      | 2     | 2      |
| 8      | Australië                | AUS    | 0    | 0      | 1     | 1      |
| Totaal | Totaal                   | Totaal | 26   | 26     | 26    | 78     |

Athene 1896 · 
Parijs 1900 · 
St. Louis 1904 · 
Londen 1908 · 
Stockholm 1912 · 
Antwerpen 1920 · 
Parijs 1924 · 
Amsterdam 1928 · 
Los Angeles 1932 · 
Berlijn 1936 · 
Londen 1948 · 
Helsinki 1952 · 
Melbourne 1956 · 
Rome 1960 · 
Tokio 1964 · 
Mexico-stad 1968 · 
München 1972 · 
Montréal 1976 · 
Moskou 1980 · 
Los Angeles 1984 · 
Seoel 1988 · 
Barcelona 1992 · 
Atlanta 1996 · 
Sydney 2000 · 
Athene 2004 · 
Peking 2008 · 
Londen 2012 · 
Rio de Janeiro 2016 ·
Tokio 2020 ·
Parijs 2024 ·
Los Angeles 2028 
Medaillewinnaars · Olympische records
Atletiek · Basketbal · Boksen · Boogschieten · Gewichtheffen · Handbal · Hockey · Judo · Kanovaren · Moderne vijfkamp · Paardensport · Roeien · Schermen · Schietsport · Schoonspringen · Turnen · Voetbal · Volleybal · Waterpolo · Wielersport · Worstelen · Zeilen · Zwemmen